# Danh sách tập của Running Man (2021)
Dưới đây là danh sách các tập của chương trình truyền hình thực tế Running Man được phát sóng vào năm 2021.

## Danh sách tập
| Tập           | Ngày phát sóng (Ngày ghi hình)       | Khách mời | Landmark                                                                  | Đội | Nhiệm vụ | Kết quả |
| ------------- | ------------------------------------ | --- | ------------------------------------------------------------------------- | --- | --- | --- |
| 536           | 03/01/2021 (21/12/2020)              | Không khách mời | Yangpyeong Forest Pension (Danwol-myeon, Yangpyeong-gun, Gyeonggi-do)     | Không chia đội | Cuộc đua Tazza 2: Sự trở lại của những kẻ nghiện cờ bạc Giành chiến thắng với nhiều caramel nhất và tránh 3 vị trí cuối để tránh hình phạt | Kim Jong-kook, Jeon So-min, Yang Se-chan, Song Ji-hyo và HaHa Thắng Kim Jong-kook nhận được phiếu mua hàng chợ truyền thống, 4 người thắng cuộc còn lại nhận được phiếu mua hàng ở chợ Lee Kwang-soo và Yoo Jae-suk bị phạt tạt nước qua trò random |
| 537           | 10/01/2021 (21/12/2020)              | Không khách mời | Yangpyeong Forest Pension (Danwol-myeon, Yangpyeong-gun, Gyeonggi-do)     | Không chia đội | Cuộc đua Tazza 2: Sự trở lại của những kẻ nghiện cờ bạc Giành chiến thắng với nhiều caramel nhất và tránh 3 vị trí cuối để tránh hình phạt | Kim Jong-kook, Jeon So-min, Yang Se-chan, Song Ji-hyo và HaHa Thắng Kim Jong-kook nhận được phiếu mua hàng chợ truyền thống, 4 người thắng cuộc còn lại nhận được phiếu mua hàng ở chợ Lee Kwang-soo và Yoo Jae-suk bị phạt tạt nước qua trò random |
| 538           | 17/01/2021 (28/12/2020)              | Không khách mời | Danurigol Theme Park (Cheoin-gu, Yongin, Gyeonggi-do)                     | Không chia đội | Cuộc đua Viết lại Running Man: Thắng nhiều nhiệm vụ nhất có thể để tăng cơ hội thắng trên vòng xoay Roulette | Yoo Jae-suk Thắng Yoo Jae-suk nhận được phiếu mua hàng 400.000 won và nhận được cơ hội thông tin thay đổi nội chương trình và lời giới thiệu các thành viên trên website của chương trình |
| 539           | 24/01/2021 (11/01/2021)              | Defconn Kim Bo-sung | Hanul Youth Centre (Hwalcho-dong, Hwaseong, Gyeonggi)                     | Khoa Dẫn dắt (Yoo Jae-suk, Lee Kwang-soo, Kim Bo-sung) Khoa Ban Nhạc (Haha, Song Ji-hyo, Yang Se-chan) Khoa Nhảy (Ji Suk-jin, Kim Jong-kook, Jeon So-min, Defconn)                                             | Cuộc đua bảo vệ phí hoạt động: Trở lại tuổi 18 nhiệt huyết Giành được nhiều phí hoạt động nhất cuối cuộc đua để nhận thưởng. Tránh trở thành 3 người có nhiều điểm trừ nhất để tránh hình phạt | Khoa Nhảy Thắng Yoo Jae-suk, Song Ji-hyo, Haha, Yang Se-chan, Defconn, Kim Bo-sung, Jeon So-min Thắng Mỗi thành viên khoa Nhảy nhận được phiếu mua hàng 1 triệu won. Kim Jong-kook, Ji Suk-jin, Lee Kwang-soo có nhiều điểm trừ nhất nên nhận hình phạt viết bản kiểm điểm dài 400 chữ được đăng trên SNS của chương trình |
| 540           | 31/01/2021 (18/01/2021)              | Cha Chung-hwa Kim Jae-hwa Shin Dong-mi                                                                                                  | Woodpecker Youth Training Center (Kwangjeok-myeon, Yangju, Gyeonggi-do)   | Đội của Cha (Cha Chung-hwa, Yoo Jae-suk, Ji Suk-jin, Jeon So-min) Đội của Kim (Kim Jae-hwa, Haha, Lee Kwang-soo) Đội của Shin (Shin Dong-mi, Kim Jong-kook, Song Ji-hyo, Yang Se-chan)                         | Cuộc đua Anh chị em đáng ghét Trở thành top 3 người có nhiều tiền nhất để nhận thưởng và tránh là người có ít tiền nhất để tránh hình phạt (sẽ có thêm một người chịu phạt nếu như có đội sử dụng cơ hội Bố) | Shin Dong-mi, Lee Kwang-soo và Yoo Jae-suk Thắng Mỗi người chiến thắng nhận được set dâu tây chất lượng cao. Yoo Jae-suk và Lee Kwang-soo đã tặng giỏ trái cây của mình cho Cha Chung-hwa và Kim Jae-hwa Haha, Ji Suk-jin và Kim Jae-hwa có ít tiền nhất nên nhận hình phạt nấu và ăn cơm |
| 541           | 07/02/2021 (25/01/2021)              | Ahn Eun-jin Bae Yoon-kyung Lee Sang-yi                                                                                                  | SBS Tanhyeon-dong Production Center (Ilsanseo-gu, Goyang, Gyeonggi-do)    | Đội đổi qua mỗi vòng chơi | Cuộc đua giải hạn năm mới: Hãy mang những điều không may đi đi Những người nằm trong đội có nhiều thành viên chịu phạt nhất sẽ nhận hình phạt. Có thể dùng tiền kiếm được qua mỗi vòng để loại đi những phiếu phạt cuối cuộc đua | Kim Jong-kook, Song Ji-hyo, Yang Se-chan, Jeon So-min, Bae Yoon-kyung Thắng Yoo Jae-suk, Ji Suk-jin, HaHa, Lee Kwang-soo, Ahn Eun-jin và Lee Sang-yi bị phạt hình phạt bom nước |
| 542           | 14/02/2021 (01/02/2021)              | Ha Do-kwon Park Eun-seok Yoon Jong-hoon                                                                                                 | Yongin Dream Park Academy (Giheung-gu, Yongin, Gyeonggi-do)               | Đội Vàng (Yoo Jae-suk, Ji Suk-jin, Kim Jong-kook, Yoon Jong-hoon) Đội Xanh dương (Haha, Jeon So-min, Ha Do-kwon, Park Eun-seok) Đội Đỏ (Song Ji-hyo, Lee Kwang-soo, Yang Se-chan)                              | Đại hội thể thao khu phố Running Man 2021 với những người ở Penthouse Trở thành top 3 người có nhiều con dấu chiếc cúp nhất để nhận phần thưởng. Người có ít con dấu nhất sẽ bị phạt và được chọn một người khác tham gia hình phạt cùng | HaHa, Song Ji-hyo và Kim Jong-kook Thắng HaHa có nhiều con dấu nhất nhận được set thịt bò Hàn, Song Ji-hyo nhận được set thịt heo Hàn, Kim Jong-kook nhận được set bánh gạo Ji Suk-jin có ít con dấu nhất và chọn Lee Kwang-soo cùng tham gia hình phạt thả diều |
| 543 & nửa 544 | 21/02/2021 (08/02/2021)              | Không khách mời | YBM Academy (Jeongnam-myeon, Hwaseong, Gyeonggi)                          | Không chia đội | Cuộc đua Đại hội đầu tư Running: Những tài năng đầu tư Trở thành top 2 người có nhiều tiền nhất để giành giải thưởng và tránh đứng cuối để tránh hình phạt | Yoo Jae-suk và Yang Se-chan Thắng Yang Se-chan và Yoo Jae-suk lần lượt đứng hạng nhất và nhì nhận được 40 kg và 20 kg gạo Ji Suk-jin hạng bét bị phạt bưng gạo ra xe cho Yang Se-chan và Yoo Jae-suk Thứ hạng cuối cùng \| Thứ hạng \| Thành viên \| \| -------- \| ------------- \| \| 1 \| Yang Se-chan \| \| 2 \| Yoo Jae-suk \| \| 3 \| Song Ji-hyo \| \| 4 \| Kim Jong-kook \| \| 5 \| Jeon So-min \| \| 6 \| HaHa \| \| 7 \| Lee Kwang-soo \| \| 8 \| Ji Suk-jin \| |
| Nửa 544 + 545 | 28/02/2021 (09/02/2021)              | Không khách mời | Salimchae Korean House (Songchon-dong, Paju, Gyeonggi-do)                 | Đội Nhiệm vụ (Yoo Jae-suk, Haha, Song Ji-hyo, Jeon So-min, Yang Se-chan) Đội Ji Suk-jin (Ji Suk-jin, Kim Jong-kook, Lee Kwang-soo)                                                                             | Cuộc đua Tìm kiếm vàng đã mất Đội tìm được vàng có quyền chỉ định 2 người bất kỳ của đội đối phương nhận phạt | Đội Ji Suk-jin Thắng Kim Jong-kook tìm được vàng đầu tiên nên đội Ji Suk-jin mỗi người nhận được một nhẫn R vàng Haha và Song Ji-hyo bị chỉ định nhận phạt quay video chúc mừng sinh nhật Ji Suk-jin và đăng lên SNS |
| 545           | 07/03/2021 (09/02/2021)              | Không khách mời | Salimchae Korean House (Songchon-dong, Paju, Gyeonggi-do)                 | Đội Nhiệm vụ (Yoo Jae-suk, Haha, Song Ji-hyo, Jeon So-min, Yang Se-chan) Đội Ji Suk-jin (Ji Suk-jin, Kim Jong-kook, Lee Kwang-soo)                                                                             | Cuộc đua Tìm kiếm vàng đã mất Đội tìm được vàng có quyền chỉ định 2 người bất kỳ của đội đối phương nhận phạt | Đội Ji Suk-jin Thắng Kim Jong-kook tìm được vàng đầu tiên nên đội Ji Suk-jin mỗi người nhận được một nhẫn R vàng Haha và Song Ji-hyo bị chỉ định nhận phạt quay video chúc mừng sinh nhật Ji Suk-jin và đăng lên SNS |
| 546           | 14/03/2021 (22/02/2021)              | Jang Dong-yoon Keum Sae-rok Kim Dong-jun Park Sung-hoon                                                                                 | YBM Academy (Jeongnam-myeon, Hwaseong, Gyeonggi)                          | Đội Con người (Yoo Jae-suk, Haha, Ji Suk-jin, Kim Jong-kook, Lee Kwang-soo, Song Ji-hyo, Jeon So-min, Yang Se-chan, Kim Dong-jun, Park Sung-hoon) Đội Yêu ma (Jang Dong-yoon, Keum Sae-rok)                    | Biên niên sử triều đại Running: Yêu ma xuất hiện Nhiệm vụ của Con người: Tìm ra 2 yêu ma đang lẩn trốn và tránh có ít gạo nhất Nhiệm vụ của Yêu ma: Thực hiện nhiệm vụ bí mật mà không để Con người bắt được | Đội Yêu ma Thắng Đội Yêu ma mỗi người nhận được set trái cây Âu và bánh Macaron Lee Kwang-soo có ít gạo nhất bị phạt gậy bởi Yang Se-chan |
| 547           | 21/03/2021 (23/02/2021)              | Không khách mời | Sea Garden Pension (Naega-myeon, Ganghwa-gun, Icheon)                     | Đội Kim Daesang (Kim Jong-kook, Ji Suk-jin, Song Ji-hyo, Yang Se-chan) Đội Yoo Daesang (Yoo Jae-suk, Haha, Lee Kwang-soo, Jeon So-min)                                                                         | Cuộc đua phẩm cách của Daesang: Trở thành có nhiều điểm nhất để giành giải thưởng và tránh trở thành 2 người có ít điểm nhất để tránh hình phạt | Đội Yoo Daesang Thắng Lee Kwang-soo có nhiều điểm nhất nhận được cúp chiến thắng Kim Jong-kook và Song Ji-hyo là hai người có ít điểm nhất chọn Jeon So-min thực hiện hình phạt lấy cờ cắm giữa bãi bùn |
| 548           | 28/03/2021 (01/03/2021)              | Jessi Wooyoung (2PM) | TBC                                                                       | Nghệ sĩ (Yoo Jae-suk, Kim Jong-kook, Song Ji-hyo, Yang Se-chan, Jessi, Wooyoung) CEO to Nghệ sĩ (Ji Suk-jin) CEO (Haha, Lee Kwang-soo, Jeon So-min)                                                            | Cuộc đua các ngôi sao FA: Kí hợp đồng với các ngôi sao Nhiệm vụ của Nghệ sĩ: Trở thành top 4 người có nhiều tiền phí nhất để nhận thưởng và tránh 3 vị trí cuối để tránh hình phạt Nhiệm vụ của CEO: Trở thành top 2 người có nhiều tiền phí nhất để nhận thưởng và tránh trở thành người có phí ít nhất để tránh hình phạt | Yoo Jae-suk, Kim Jong-kook, Lee Kwang-soo, Song Ji-hyo, Jeon So-min và Yang Se-chan Thắng Yoo Jae-suk, Kim Jong-kook, Lee Kwang-soo, Song Ji-hyo, Jeon So-min và Yang Se-chan mỗi người nhận được set quà quýt Hallabong Ji Suk-jin, Jessi và Wooyoung là 3 Nghệ sĩ và HaHa, CEO có ít tiền nhất nên bị phạt kí 100 chữ kí |
| 549           | 04/04/2021 (22/03/2021)              | Minyoung Yujeong Eunji Yuna (Brave Girl)                                                                                                | SBS Open Hall (Deungchon-dong, Gangseo-gu, Seoul)                         | Đội Yujeong (Yujeong, Yoo Jae-suk, Lee Kwang-soo, Song Ji-hyo) Đội Minyoung (Minyoung, Kim Jong-kook, Jeon So-min, Haha) Đội Eunji (Eunji, Yuna, Ji Suk-jin, Yang Se-chan)                                     | Cuộc đua Một ngày của Brave Idol: Trở thành top 3 người có nhiều huy hiệu cúp nhất để nhận phần thưởng và tránh trở thành 3 người có ít huy hiệu nhất để tránh hình phạt | Minyoung, Yujeong và Yuna Thắng Minyoung, Yujeong và Yuna mỗi người nhận được set sản phẩm bổ sung dinh dưỡng Yoo Jae-suk thoát khỏi hình phạt qua trò bao búa kéo. HaHa và Kim Jong-kook bị phạt hoa giấy và Lee Kwang-soo bị phạt mực đen |
| 550           | 11/04/2021 (15/03/2021)              | ChoA Jo Se-ho | Dosan Park (Sinsa-dong, Gangnam, Seoul)                                   | Đội Gangnam (Yoo Jae-suk, Ji Suk-jin, Kim Jong-kook, Lee Kwang-soo, ChoA) Đội Mapo (Haha, Song Ji-hyo, Jeon So-min, Yang Se-chan, Jo Se-ho)                                                                    | Cuộc đua Con đường tan sở: Ngọt ngào hay Đáng sợ Thắng nhiều nhiệm vụ nhất có thể để tăng cơ hội chiến thắng trên vòng xoay Roulette | Đội Gangnam Thắng Mỗi thành viên đội thắng nhận được set bánh gạo Đội Mapo bị phạt về nhà trong giờ cao điểm sau khi kết thúc quay hình |
| 551           | 18/04/2021 (29/03/2021)              | Jung Hye-in Lee Cho-hee Seol In-ah | Adela Korean House (Gaegun-myeon, Yangpyeong-gun, Gyeonggi-do)            | Đội đổi qua mỗi vòng chơi | Cuộc đua Ghép đôi đối tác giải trí: Ghép cặp thành công với bạn khác giới để tránh hình phạt đồng thời có được nhiều phiếu bình chọn nhất để nhận được vàng | Haha, Kim Jong-kook, Song Ji-hyo, Yang Se-chan, Lee Cho-hee và Seol In-ah Thắng Song Ji-hyo, Yang Se-chan và Seol In-ah có nhiều phiếu bình chọn nhất nên nhận được vàng, Yoo Jae-suk thoát khỏi hình phạt do chọn được quyền từ bỏ bình chọn, HaHa và Kim Jong-kook được miễn hình phạt vì ghép cặp thành công Ji Suk-jin, Lee Kwang-soo, Jeon So-min và Jung Hye-in ghép cặp thất bại bị phạt bôi mực đen lên mặt                                                       |
| 552           | 25/04/2021 (29/03/2021 &19/04/2021)  | Jung Hye-in Lee Cho-hee Seol In-ah | Adela Korean House (Gaegun-myeon, Yangpyeong-gun, Gyeonggi-do)            | Đội đổi qua mỗi vòng chơi | Cuộc đua Ghép đôi đối tác giải trí: Ghép cặp thành công với bạn khác giới để tránh hình phạt đồng thời có được nhiều phiếu bình chọn nhất để nhận được vàng | Haha, Kim Jong-kook, Song Ji-hyo, Yang Se-chan, Lee Cho-hee và Seol In-ah Thắng Song Ji-hyo, Yang Se-chan và Seol In-ah có nhiều phiếu bình chọn nhất nên nhận được vàng, Yoo Jae-suk thoát khỏi hình phạt do chọn được quyền từ bỏ bình chọn, HaHa và Kim Jong-kook được miễn hình phạt vì ghép cặp thành công Ji Suk-jin, Lee Kwang-soo, Jeon So-min và Jung Hye-in ghép cặp thất bại bị phạt bôi mực đen lên mặt                                                       |
| 553           | 02/05/2021 (19/04/2021)              | Không khách mời | Moorim Comics Cafe (Jongno-dong, Jongno-gu, Seoul)                        | Không chia đội | Cuộc đua trở về lứa học sinh năm 1991 Thắng được nhiều quà nhất và tránh 2 vị trí cuối để tránh hình phạt | Yoo Jae-suk, Haha, Ji Suk-jin, Kim Jong-kook, Lee Kwang-soo và Jeon So-min Thắng Song Ji-hyo và Yang Se-chan có ít quà nhất nên bị phạt quay 1 phút video quảng cáo cho Running Man và được đăng tải trên kênh Youtube và Instagram của chương trình |
| 554           | 09/05/2021 (05/04/2021)              | Không khách mời | SBS Broadcasting Center (Mok-dong, Yangcheon-gu, Seoul)                   | Không chia đội | Cuộc đua quẹt thẻ khi tới Đài Truyền hình Thắng càng nhiều nhiệm vụ để giảm số lượng viên bi và tránh trở thành 5 người hạng chót trong trò chơi thả bi cuối cùng | Yoo Jae-suk, Kim Jong-kook, Song Ji-hyo, Jeon So-min và Yang Se-chan Thắng Yang Se-chan không còn bi nào nên được miễn hình phạt. Jeon So-min được loại trừ khỏi hình phạt trong trò chơi thả bi được thêm vào HaHa, Lee Kwang-soo, Ji Suk-jin bị phạt đội tóc giả và đeo gông cổ ghi hình ở sảnh tòa nhà SBS vào giờ tan làm |
| 555           | 16/05/2021 (12/04/2021)              | Không khách mời | SBS Prism Tower (Sangam-dong, Mapo-gu, Seoul)                             | Đội Thiên tài (Yoo Jae-suk, Kim Jong-kook, Song Ji-hyo, Lee Kwang-soo, Yang Se-chan, Jeon So-min) Đội Khù Khờ (Ji Suk-jin, HaHa)                                                                               | Cuộc đua đào thoát thông minh: Kkang Kkang Land Thông qua các nhiệm vụ để tìm được mật khẩu cửa hoặc luật ẩn để thoát khỏi Escape Room trong vòng 6 giờ | Đội Thiên Tài Thắng Đội Thiên tài nhận được phần thưởng 3 triệu won và huy chương. Đội Khù Khờ bị phạt hóa trang và quay meme Kkang Kkang |
| 556           | 23/05/2021 (26/04/2021)              | Sung Si-kyung Lee Yong-jin | Luka 511 (Cheongdam-dong, Gangnam, Seoul)                                 | Khách hàng (Song Ji-hyo, Jeon So-min) Đội Kết hôn (Lee Yong-jin, Yoo Jae-suk, Haha, Ji Suk-jin) Đội Độc thân (Sung Si-kyung, Kim Jong-kook, Lee Kwang-soo, Yang Se-chan)                                       | Cuộc đua Tôi mang mùa xuân đến cho quý khách: Giành được điểm cao nhất khi kết thúc cuộc đua | Đội Kết hôn Thắng Yoo Jae-suk, Ji Suk-jin và Lee Yong-jin nằm trong top 3 người vị trí cao trong đội thắng nên mỗi người nhận được một thanh vàng |
| 557           | 30/05/2021 (03/05/2021)              | Không khách mời | Nodeulseom (Ichon-dong, Yongsan-gu, Seoul)                                | Không chia đội | Cuộc đua tan làm: Những người tinh ý Tinh ý nhận ra quy luật của trò chơi và thu thập đủ 50 xu để được tan làm sớm | Ji Suk-jin và Lee Kwang-soo thắng cuộc đua tinh ý lần 1 Yang Se-chan và Haha thắng cuộc đua tinh ý lần 2 Tất cả quy luật của trò tinh ý đều là ý tưởng của Ha Dream - con trai của Haha |
| 558           | 06/06/2021 (10/05/2021)              | Không khách mời | Korea House (Pil-dong, Jung-gu, Seoul)                                    | Không chia đội | Cuộc đua 3 bữa một ngày của Yoo Jae-suk Trở thành đại nhân và chọn người nhận phần thưởng cùng, đồng thời tránh trở thành 3 người bốc phải thẻ phạt cuối cuộc đua | Yoo Jae-suk, Haha, Song Ji-hyo, Jeon So-min và Yang Se-chan Thắng Kim Jong-kook trở thành đại nhân và chọn Lee Kwang-soo nhận phần thưởng cùng là set thịt bò Hàn Quốc, nhưng cả 2 đều bốc phải thẻ phạt và thực hiện hình phạt rửa tất cả chén bát đã dùng cùng với Ji Suk-jin |
| 559           | 13/06/2021 (24/05/2021)              | Không khách mời | Old and Sides LP Bar (Sajik-dong, Jongno-gu, Seoul)                       | Không chia đội | Tạm biệt Lee Kwang-soo Nhiệm vụ của các thành viên: Giúp Kwang-soo giảm bớt 1050 năm tù đồng thời chụp được nhiều ảnh với Kwang-soo nhất để nhận phần thưởng và tráhh hình phạt Nhiệm vụ của Kwang-soo: Giúp các thành viên có được số ảnh chụp cùng mình bằng nhau để có thể tặng quà cho mỗi người | Tất cả Thắng Yoo Jae-suk nhận được áo hoodie, Ji Suk-jin nhận được túi xách, HaHa nhận được bộ áo quần hàng hiệu, Kim Jong-kook nhận được loa, Song Ji-hyo nhận được bộ set ga giường ngủ, Yang Se-chan nhận được khung ảnh, Jeon So-min nhận được chai rượu vang. Đội sản xuất chương trình tặng bảng tên vàng cho Kwang-soo như là món quà chia tay |
| 560           | 20/06/2021 (31/05/2021)              | Không khách mời | SBS Prism Tower (Sangam-dong, Mapo-gu, Seoul)                             | Không chia đội | Cuộc gặp của những kẻ nghiện game: Trở thành 2 người có điểm số cao nhất để nhận phần thưởng và tránh 2 vị trí cuối để tránh hình phạt | HaHa và Yang Se-chan Thắng HaHa và Yang Se-chan lần lượt nhận được thịt bò Tomahawk và dưa lưới Song Ji-hyo bị phạt súng màu nước đen qua trò chơi may rủi cùng Ji Suk-jin |
| 561           | 27/06/2021 (07/06/2021)              | Han Chae-young Heo Young-ji | Cafe SAN (Namhansanseong-myeon, Gwangju, Gyeonggi-do)                     | Đội đổi qua mỗi vòng chơi | Cuộc đua Kỳ nghỉ vui nhộn và khó chịu: Các thành viên sẽ xoay vòng Roullette để chọn ra người may mắn nhận được phí kì nghỉ và 2 người Khó chịu được chọn ra cuối cùng sẽ nhận hình phạt | Heo Young-ji Thắng Heo Young-ji nhận được phí kì nghỉ 900.000 won Ji Suk-jin và Jeon So-min có nhiều phiếu bầu là người gây khó chịu nhất bị phạt ngồi ngâm dưới nước |
| 562           | 04/07/2021 (21/06/2021)              | Không khách mời |                                                                           | Không chia đội | Cuộc đua Bóc cá minh thái: Gắng loại bỏ số lượng cá minh thoại bằng cách nói chuyện liên tục và hoàn thành các nhiệm vụ | Tất cả Thắng Yang Se-chan từ đội hạng thấp và HaHa từ đội hạng cao bị chọn thực hiện hình phạt thay phiên nhau đánh bóng và nhặt bóng ở sân bóng chày |
| 563           | 11/07/2021 (22/06/2021)              | Không khách mời |                                                                           | Đội Haha (Haha, Song Ji-hyo, Yang Se-chan) Đội So-min (Yoo Jae-suk, Jeon So-min) Đội Jong-kook (Ji Suk-jin, Kim Jong-kook)                                                                                     | Cuộc đua giữ vai Mỗi đội giành nhiều tiền thưởng để đấu giá chọn vai diễn cuối cuộc đua và chụp ảnh gia đình (Kỉ niệm 11 năm Running Man phát sóng) | Ji Suk-jin hóa trang thành Bố, Kim Jong-kook hóa trang thành Mẹ, Yoo Jae-suk hóa trang thành Nữ sinh trung học, Jeon So-min hóa trang thành Em bé sơ sinh, Haha hóa trang thành Bà, Song Ji-hyo hóa trang thành chó đốm, Yang Se-chan hóa trang thành Cây Hành lá |
| 564           | 18/07/2021 (05/07/2021)              | Chae Jong-hyeop Ha Do-kwon Nam Ji-hyun                                                                                                  | Namu Rest (Gochon-eup, Gimpo, Gyeonggi-do)                                | Đội Ji-hyo (Song Ji-hyo, HaHa, Yang Se-chan, Ha Do-kwon, Jeon So-min) Đội Ji-hyun (Nam Ji-hyun, Ji Suk-jin, Kim Jong-kook, Yoo Jae-suk, Chae Jong-hyeop)                                                       | Cuộc đua điều ước: Thông qua các vòng chơi đội thắng thu thập bóng để bỏ vào hộp điều ước. 2 người được bốc thăm trúng trong thùng ước nguyện sẽ nhận được món quà mình đã ước, 2 người bị bốc thăm trúng trong hộp hình phạt sẽ nhận hình phạt | Chae Jong-hyeop và Jeon So-min Thắng Chae Jong-hyeop nhận được loa speaker do HaHa tặng, Jeon So-min biết được tất cả đáp án của tổ sản xuất Song Ji-hyo và Kim Jong-kook lần lượt bị chọn nhận hình phạt xô nước màu và hoa giấy |
| 565           | 08/08/2021 (06/07/2021)              | Lee Yong-jin | SBS Open Hall (Deungchon-dong, Gangseo-gu, Seoul)                         | Đội Tiền bối (Yoo Jae-suk, Ji Suk-jin, Yang Se-chan, Lee Yong-jin) Đội Hậu bối (Haha, Kim Jong-kook, Song Ji-hyo, Jeon So-min)                                                                                 | Vụ án trộm cắp hội phí của Hiệp hội Nghệ sĩ Hài Mỗi đội kiếm được đủ 2 triệu won hội phí Hiệp hội Nghệ sĩ Hài để tránh hình phạt cuối cùng | Cả 2 đội Thắng |
| 566           | 15/08/2021 (19/07/2021)              | Không khách mời | Bank Tree Pension (Sudong-myeon, Namyangju, Gyeonggi-do)                  | Không chia đội | Cuộc đua bảo vệ tiền phụng dưỡng | Yoo Jae-suk, Ji Suk-jin, Kim Jong-kook, Song Ji-hyo Thắng Jeon So-min hạng chót chọn HaHa và Yang Se-chan cùng quyên góp toàn bộ tiền phụng dưỡng |
| 567           | 22/08/2021 (09/08/2021)              | Lee Young-ji Heo Young-ji | TBC                                                                       | Đội đổi qua mỗi vòng | Cuộc đua chọn đội Trở thành top 3 người có nhiều điểm nhất qua mỗi vòng và tránh 2 hạng cuối để tránh hình phạt | Lee Young-ji, Heo Young-ji và Kim Jong-kook Thắng Lee Young-ji, Heo Young-ji và Kim Jong-kook mỗi người nhận được set thịt bò Hàn và nấm linh chi Song Ji-hyo và Jeon So-min bị chọn thực hiện hình phạt mặc áo phao ấm, uống trà nóng và ngâm chân nước nóng trong cảnh quay kết thúc |
| 568           | 29/08/2021 (16/08/2021)              | Không khách mời | Hongwon Training Institute (Jori-eup, Paju, Gyeonggi-do)                  | Hồn ma (Song Ji-hyo) Con người (Yoo Jae-suk, Haha, Ji Suk-jin, Kim Jong-kook, Jeon So-min, Yang Se-chan) | Cuộc đua Chuyên gia phân loại búp bê đáng sợ Tìm ra hồn ma trong các thành viên | Đội Con người Thắng Song Ji-hyo bị phạt làm búp bê khi kết thúc quay hình |
| 569           | 05/09/2021 (23/08/2021)              | Hani (EXID) Park Ki-woong Yoon Shi-yoon                                                                                                 | TBC                                                                       | Đội đổi qua mỗi vòng chơi với Yoo Jae-suk, Song Ji-hyo, Hani và Jeon So-min là đội trưởng | Cuộc đua You raise Men up: Trở thành top 2 thành viên được nhiều điểm nhất để tránh hình phạt và tránh 2 vị trí cuối | Yoo Jae-suk và Song Ji-hyo Thắng Yoon Si-yoon và Yang Se-chan có ít điểm nhất chọn Kim Jong-kook thực hiện hình phạt squat 100 cái |
| 570           | 12/09/2021 (30/08/2021)              | Không khách mời | Grand InterContinental Seoul Parnas Hotel (Samseong-dong, Gangnam, Seoul) | Mafia đổi qua mỗi vòng Mafia 1 (Yoo Jae-suk, Jeon So-min) Mafia 2 (Haha, Ji Suk-jin) Mafia 3 (Kim Jong-kook, Jeon So-min)                                                                                      | Cuộc đua Tiến thoái lưỡng nan của tội phạm Tìm được Mafia và kiếm được nhiều tiền nhất để nhận thưởng và tránh 2 vị trí cuối | Kim Jong-kook và Yang Se-chan Thắng Kim Jong-kook và Yang Se-chan mỗi người nhận được set socola cao cấp HaHa và Ji Suk-jin có số tiền thấp nhất nhận hình phạt mua socola |
| 571           | 19/09/2021 (06/09/2021)              | Mijoo (Lovelyz) Lee Sang-joon Lee Young-ji                                                                                              | TBC                                                                       | Huấn luyện viên (Kim Jong-kook) Đội trưởng 1 (Yang Se-chan) Đội trưởng 2 (Yoo Jae-suk) | Cuộc đua Dự án khôi phục phòng tập Trở thành người có nhiều tiền nhất để làm huấn luyện viên trong tập tiếp theo | Yoo Jae-suk Thắng Yoo Jae-suk sẽ là huấn luyện viên thứ 2 trong tập tiếp theo |
| 572           | 26/09/2021 (13/09/2021)              | Ahn Hye-jin Kim Hee-jin Kim Yeon-koung Lee So-young Oh Ji-young Park Eun-jin Yeum Hye-seon (Đội tuyển bóng chuyền nữ quốc gia Hàn Quốc) | SBS Tanhyeon-dong Production Center (Ilsanseo-gu, Goyang, Gyeonggi-do)    | Đội Châu Chấu (Yoo Jae-suk, Jeon So-min, Yang Se-chan, Kim Yeon-koung, Yeum Hye-seon, Ahn Hye-jin, Park Eun-jin) Đội Hổ (Kim Jong-kook, Haha, Ji Suk-jin, Song Ji-hyo, Oh Ji-young, Kim Hee-jin, Lee So-young) | Cuộc đua thương thảo hợp đồng Nhiệm vụ của Huấn luyện viên: Có nhiều tiền nhất để nhận thưởng và tránh hình phạt Nhiệm vụ của Vận động viên: Trở thành top 3 vận động viên kiếm được nhiều tiền nhất và tránh 2 vị trí cuối để tránh hình phạt | Yoo Jae-suk, Kim Hee-jin, Lee So-young và Yeum Hye-seon Thắng Những người thắng nhận được suất thịt bò cao cấp nhất của Hàn Quốc. Haha và Yang Se-chan, những người xếp cuối chọn Kim Yeon-koung và Oh Ji-young để chơi một trò chơi may rủi với Kim Jong-kook (huấn luyện viên của đội thua cuộc). Thông qua trò chơi bốc thăm may rủi, Kim Jong-kook, Kim Yeon-koung và Oh Ji-young chịu hình phạt bom kem tươi.                                                        |
| 573           | 03/10/2021 (13/09/2021)              | Ahn Hye-jin Kim Hee-jin Kim Yeon-koung Lee So-young Oh Ji-young Park Eun-jin Yeum Hye-seon (Đội tuyển bóng chuyền nữ quốc gia Hàn Quốc) | SBS Tanhyeon-dong Production Center (Ilsanseo-gu, Goyang, Gyeonggi-do)    | Đội Châu Chấu (Yoo Jae-suk, Jeon So-min, Yang Se-chan, Kim Yeon-koung, Yeum Hye-seon, Ahn Hye-jin, Park Eun-jin) Đội Hổ (Kim Jong-kook, Haha, Ji Suk-jin, Song Ji-hyo, Oh Ji-young, Kim Hee-jin, Lee So-young) | Cuộc đua thương thảo hợp đồng Nhiệm vụ của Huấn luyện viên: Có nhiều tiền nhất để nhận thưởng và tránh hình phạt Nhiệm vụ của Vận động viên: Trở thành top 3 vận động viên kiếm được nhiều tiền nhất và tránh 2 vị trí cuối để tránh hình phạt | Yoo Jae-suk, Kim Hee-jin, Lee So-young và Yeum Hye-seon Thắng Những người thắng nhận được suất thịt bò cao cấp nhất của Hàn Quốc. Haha và Yang Se-chan, những người xếp cuối chọn Kim Yeon-koung và Oh Ji-young để chơi một trò chơi may rủi với Kim Jong-kook (huấn luyện viên của đội thua cuộc). Thông qua trò chơi bốc thăm may rủi, Kim Jong-kook, Kim Yeon-koung và Oh Ji-young chịu hình phạt bom kem tươi.                                                        |
| 574           | 10/10/2021 (13&28/09/2021)           | Ahn Hye-jin Kim Hee-jin Kim Yeon-koung Lee So-young Oh Ji-young Park Eun-jin Yeum Hye-seon (Đội tuyển bóng chuyền nữ quốc gia Hàn Quốc) | SBS Tanhyeon-dong Production Center (Ilsanseo-gu, Goyang, Gyeonggi-do)    | Đội Châu Chấu (Yoo Jae-suk, Jeon So-min, Yang Se-chan, Kim Yeon-koung, Yeum Hye-seon, Ahn Hye-jin, Park Eun-jin) Đội Hổ (Kim Jong-kook, Haha, Ji Suk-jin, Song Ji-hyo, Oh Ji-young, Kim Hee-jin, Lee So-young) | Cuộc đua thương thảo hợp đồng Nhiệm vụ của Huấn luyện viên: Có nhiều tiền nhất để nhận thưởng và tránh hình phạt Nhiệm vụ của Vận động viên: Trở thành top 3 vận động viên kiếm được nhiều tiền nhất và tránh 2 vị trí cuối để tránh hình phạt | Yoo Jae-suk, Kim Hee-jin, Lee So-young và Yeum Hye-seon Thắng Những người thắng nhận được suất thịt bò cao cấp nhất của Hàn Quốc. Haha và Yang Se-chan, những người xếp cuối chọn Kim Yeon-koung và Oh Ji-young để chơi một trò chơi may rủi với Kim Jong-kook (huấn luyện viên của đội thua cuộc). Thông qua trò chơi bốc thăm may rủi, Kim Jong-kook, Kim Yeon-koung và Oh Ji-young chịu hình phạt bom kem tươi.                                                        |
| 574           | 10/10/2021 (13&28/09/2021)           | Không khách mời | Convertor (Sinsa-dong, Gangnam, Seoul)                                    | Không chia đội | Cuộc đua Món ăn Tây có phẩm chất: Trở thành top 2 người có nhiều huy hiệu phần thưởng nhất để nhận thưởng. Những người không thể ăn hết qua các vòng chơi sẽ nhận được bóng phat và người được chọn bằng bóng hình phạt sẽ nhận phạt | Yoo Jae-suk và Song Ji-hyo Thắng Yoo Jae-suk và Song Ji-hyo nhận được set nguyên liệu món Ý Haha nhận hình phạt tát nước bởi Ji Suk-jin và Yang Se-chan |
| 575           | 17/10/2021 (04/10/2021)              | Không khách mời | SBS Prism Tower (Sangam-dong, Mapo-gu, Seoul)                             | Không chia đội | Cuộc đua Trò chơi con bạch tuộc: Sống sót đến cuối cuộc đua | Yoo Jae-Suk Thắng Yoo Jae-Suk nhận được giải thưởng ₩ 3.000.000 |
| 576           | 24/10/2021 (11/10/2021)              | Jeong Jun-ha Luda (Cosmic Girls) BIBI Yeji (ITZY)                                                                                       | TBC                                                                       | Đội đổi qua mỗi vòng chơi | Cuộc đua Tỉ lệ vàng: Kiếm được điểm qua mỗi vòng chơi và bốc thăm số để chọn người nhận thưởng và người bị phạt | Kim Jong-kook, Song Ji-hyo, Jeong Jun-ha, Ji Suk-jin, HaHa, Yang Se-chan, BIBI và Yoo Jae-suk Thắng Mỗi người thắng cuộc nhận được giỏ trái cây Yeji, Jeon So-min, Luda bị phạt hóa trang và nhảy theo nhạc của khách mời trong 1 phút |
| 577           | 31/10/2021 (18/10/2021)              | Kim Jun-ho | La Vie Douce (Pil-dong, Jung-gu, Seoul)                                   | Không chia đội | Cuộc đua hồi phục biểu tượng xui xẻo: Trở thành top 4 người có nhiều kẹo nhất để nhận thưởng. Đồng thời có nhiều kẹo hơn Kim Jun-ho hoặc không để Kim Jun-ho ở vị trí cuối để tránh hình phạt | Jeon So-min, Song Ji-hyo, Kim Jong-kook và HaHa Thắng Mỗi người thắng cuộc nhận được thịt heo Hàn Quốc Kim Jun-ho, Yang Se-chan và Yoo Jae-suk có ít kẹo nhất bị phạt đọc truyện thiếu nhi và viết bài văn cảm nhận để đăng lên SNS của chương trình |
| 578           | 07/11/2021 (25/10/2021)              | Jang Hyuk | Semiwon (Yangseo-myeon, Yangpyeong-gun, Gyeonggi-do)                      | Không chia đội | Chuyến dã ngoại leo núi trời thu Running: Trở thành top 2 người bỏ ra ít tiền nhất để nhận thưởng và tránh phải nhận nhiều bóng hình phạt để không bị phạt cuối cuộc đua | HaHa và Jeon So-min Thắng Haha và Jeon So-min mỗi người nhận được set quà đặc sản Gangneung Ji Suk-jin và Yang Se-chan qua trò chọn bóng hình phạt bị chọn thực hiện hình phạt chụp hình ở mốc Gangneung sau khi kết thúc ghi hình |
| 579           | 14/11/2021 (01/11/2021)              | Aiki Honey J Leejung Monika | SBS Prism Tower (Sangam-dong, Mapo-gu, Seoul)                             | Đội Leejung (Leejung, Haha, Kim Jong-kook) Đội Monika (Monika, Yoo Jae-suk, Ji Suk-jin, Yang Se-chan) Đội Aiki (Aiki, Song Ji-hyo, Jeon So-min)                                                                | Cuộc đua Chiến binh đường phố Người thường: Giành chiến thắng qua các vòng chơi để được hạng nhất và 2 đội cuối cùng thi đấu với nhau, đội có nhiều huy hiệu phạt hơn sẽ thực hiện hình phạt | Đội Monika Thắng Monika nhận được cúp chiến thắng và máy quay chuyển động đời mới Song Ji-hyo và Aiki bị chọn trúng hình phạt phun kem tươi do nằm trong đội có nhiều huy hiệu phạt nhất |
| 580           | 21/11/2021 (08/11/2021)              | Không khách mời | SBS Broadcasting Center (Mok-dong, Yangcheon-gu, Seoul)                   | Đội Running Man và Đội Sản Xuất | Cuộc đua thương thảo hình phạt năm 2021: Thu thập ít bóng phạt nhất có thể để tránh phải bị bốc trúng bóng hình phạt cuối cuộc đua | Đội Running Man Thắng Đội Running Man được quyền tự chọn hình phạt cho các tập tiếp theo đến hết năm 2021 Đội Sản Xuất bị phạt hình phạt dội bom nước |
| 581           | 28/11/2021 (15/11/2021)              | Arin (Oh My Girl) Jin Ji-hee San (Ateez)                                                                                                | SBS Open Hall (Deungchon-dong, Gangseo-gu, Seoul)                         | Đội Người dân (Yoo Jae-suk, Ji Suk-jin, Kim Jong-kook, Song Ji-hyo, Jeon So-min, Arin, Jin Ji-hee, San) Nostra (Haha) Damus (Yang Se-chan)                                                                     | Cuộc đua của những nhà tiên tri tận thế: Nhiệm vụ của Nostra và Damus: Cố gắng để không bị Đội Người dân bắt hoặc lọt vào top 2 người có lượt bình chọn cao nhất ở lượt bình chọn cuối cùng để tránh nhận hình phạt Nhiệm vụ của Đội Người dân: Phải xác định và bắt một hoặc cả Nostra và Damus để nhận nguyên tiền thưởng và cố gắng không nằm trong top 2 người có phiếu bầu cao nhất trong lượt bình chọn cuối cùng để tránh bi phạt | Đội Người dân Thắng Yoo Jae-suk nhận được ₩ 150,000, Kim Jong-kook và Song Ji-hyo mỗi người nhận được ₩ 50,000, Jeon So-min nhận được ₩ 100,000, Jin Ji-hee nhận được ₩ 95,000 và San nhận được ₩ 175,000 tiền thưởng. Haha và Ji Suk-jin nằm trong top 2 người có lượt bình chọn cao nhất ở lượt bình chọn cuối cùng nên chịu hình phạt trượt nước xà phòng. |
| 582           | 05/12/2021 (22/11/2021)              | Không khách mời | Loiter - Coffee Shelter (Pil-dong, Jung-gu, Seoul)                        | Đội Bố mẹ 1 (Yoo Jae-suk, Jeon So-min) Đội Bố mẹ 2 (Ji Suk-jin, Song Ji-hyo) Đội Bố mẹ 3 (Kim Jong-kook, Haha) Chàng trai sinh nhật (Yang Se-chan)                                                             | Cuộc đua Người con hiếu thảo Yang Se-chan: Trở thành 2 người có nhiều tiền nhất thông qua các vé cào xổ số để nhận thưởng và tránh là 2 người có ít tiền nhất để tránh hình phạt | Yoo Jae-suk và Kim Jong-kook Thắng Yang Se-chan nhận được set thịt bò Hàn, Yoo Jae-suk nhận được set thịt heo Hàn, Kim Jong-kook nhận được set thịt gà Hàn Song Ji-hyo và Jeon So-min có ít tiền nhất nên bị phạt mang máy rung mát xa ở cổ hát chúc mừng sinh nhật Yang Se-chan |
| 583           | 12/12/2021 (29/11/2021)              | Không khách mời | Beaker (Apgujeong-dong, Gangnam-gu, Seoul)                                | Không chia đội | Cuộc đua Các tế bào của Suk-jin Thuyết phục Ji Suk-jin nghe theo ý kiến của mình để nhận được xu và quy đổi thành bóng. Qua bốc thăm may mắn 2 người được chọn đầu tiên được nhận thưởng và người cuối cùng bị phạt | Yoo Jae-suk và Haha Thắng Yoo Jae-suk và Haha nhận được chai champagne Ji Suk-jin bị phạt mặc trang phục hiện tại đến buổi quay tiếp theo |
| 584           | 19/12/2021 (07/12/2021)              | Cha Chung-hwa Ha Do-kwon Heo Young-ji                                                                                                   | Salimchae Korean House (Songchon-dong, Paju, Gyeonggi-do)                 | Đội Jae-suk (Yoo Jae-suk, Haha, Ji Suk-jin, Jeon So-min, Cha Chung-hwa) Đội Jong-kook (Kim Jong-kook, Song Ji-hyo, Yang Se-chan, Ha Do-kwon, Heo Young-ji)                                                     | Bữa tiệc cuối năm 2021 Nấu 3 món ăn từ trứng nhanh nhất và tránh là người có ít trứng nhất trong đội thắng cuộc hoặc là không phải là đội thua để tránh hình phạt | Kim Jong-kook, Yang Se-chan, Ha Do-kwon, Heo Young-ji Thắng Mỗi người thắng cuộc nhận được bộ sản phẩm chăm sóc da Ji Suk-jin, Jeon So-min và HaHa nằm trong đội thua và có nhiều phiếu bầu nhất bị phạt hình phạt quay hình vào ngày diễn ra SBS Entertainment Awards |
| 585           | 26/12/2021 (07/12/2021 & 13/12/2021) | Cha Chung-hwa Ha Do-kwon Heo Young-ji                                                                                                   | Salimchae Korean House (Songchon-dong, Paju, Gyeonggi-do)                 | Đội Jae-suk (Yoo Jae-suk, Haha, Ji Suk-jin, Jeon So-min, Cha Chung-hwa) Đội Jong-kook (Kim Jong-kook, Song Ji-hyo, Yang Se-chan, Ha Do-kwon, Heo Young-ji)                                                     | Bữa tiệc cuối năm 2021 Nấu 3 món ăn từ trứng nhanh nhất và tránh là người có ít trứng nhất trong đội thắng cuộc hoặc là không phải là đội thua để tránh hình phạt | Kim Jong-kook, Yang Se-chan, Ha Do-kwon, Heo Young-ji Thắng Mỗi người thắng cuộc nhận được bộ sản phẩm chăm sóc da Ji Suk-jin, Jeon So-min và HaHa nằm trong đội thua và có nhiều phiếu bầu nhất bị phạt hình phạt quay hình vào ngày diễn ra SBS Entertainment Awards |
| 585           | 26/12/2021 (07/12/2021 & 13/12/2021) | Không khách mời | TBC                                                                       | Không chia đội | Tập đặc biệt cuối năm của Running Man | Xem tập 586 Danh sách tập của Running Man (2022). |
| Thứ hạng      | Thành viên                           | |                                                                           | | | |
| 1             | Yang Se-chan                         | |                                                                           | | | |
| 2             | Yoo Jae-suk                          | |                                                                           | | | |
| 3             | Song Ji-hyo                          | |                                                                           | | | |
| 4             | Kim Jong-kook                        | |                                                                           | | | |
| 5             | Jeon So-min                          | |                                                                           | | | |
| 6             | HaHa                                 | |                                                                           | | | |
| 7             | Lee Kwang-soo                        | |                                                                           | | | |
| 8             | Ji Suk-jin                           | |                                                                           | | | |